# The Treatment (2006)
The Treatment ist eine US-amerikanische Filmkomödie von Oren Rudavsky aus dem Jahr 2006. Das Drehbuch basiert auf einem Roman von Daniel Menaker.

## Handlung
Der New Yorker Lehrer Jake Singer leidet darunter, dass er früher eine Beziehung mit einer Frau hatte, die einen anderen Mann heiratete. Er lernt die Witwe Allegra Marshall kennen, die den Tod ihres Mannes noch nicht verarbeitete.
Singer und Marshall verlieben sich, obwohl der Psychoanalytiker Dr. Ernesto Morales Singer warnt, eine neue Beziehung einzugehen.

## Kritiken
Marc Kandel lobte auf www.hollywoodbitchslap.com die Darstellungen von Chris Eigeman, Ian Holm, Famke Janssen und Harris Yulin.
J. Hoberman schrieb in der Village Voice, dass die eigentümlichen Charaktere so wirken würden als ob jeder von einem anderen Autor, der mit den übrigen nicht kommuniziere, konzipiert würde.

## Dreharbeiten
Die Komödie wurde in New York City gedreht.

## Auszeichnungen
Oren Rudavsky gewann im Jahr 2006 den Preis Best New York des Tribeca Film Festivals.